# Yeso

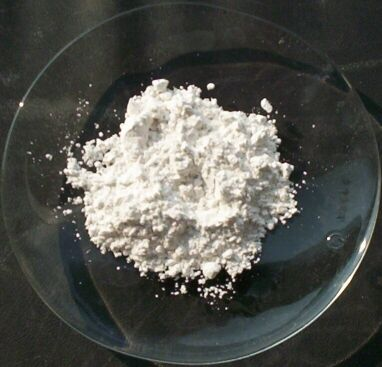
Yeso industrial (sulfato cálcico hemihidratado)

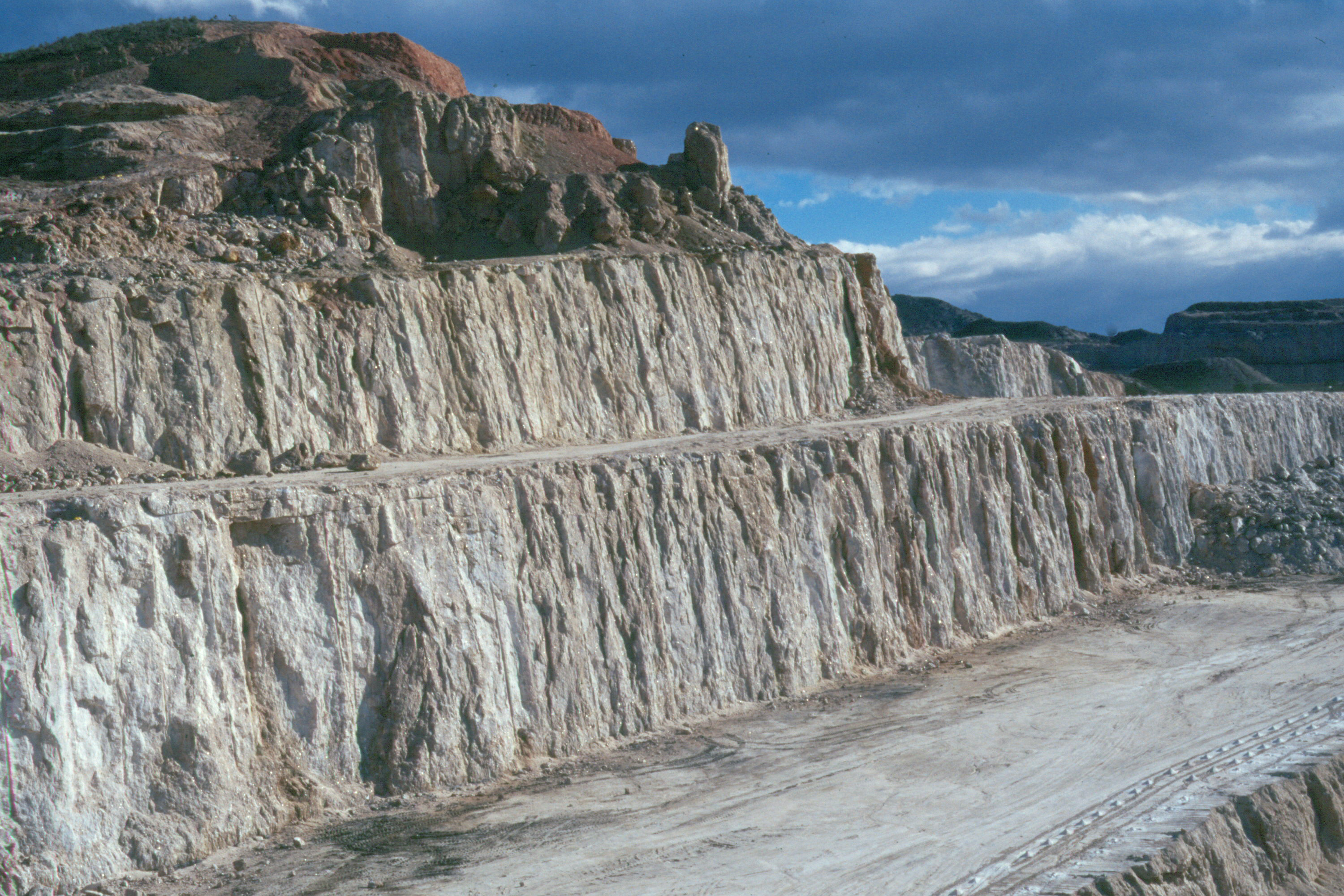
Cantera de yeso natural (sulfato cálcico dihidratado)

El yeso, como producto industrial y material de construcción, es sulfato de calcio hemihidrato (CaSO4·½H2O), también conocido como yeso cocido o yeso de París. Se comercializa molido, en forma de polvo, que una vez amasado con agua, puede ser utilizado directamente. Se le puede añadir otras sustancias químicas para modificar sus características de fraguado, resistencia, adherencia, retención de agua y densidad. La forma de yeso industrial más pura y de grano más fino se denomina escayola. El sulfato de calcio hemihidratado existe también en forma natural: un raro e inestable mineral denominado bassanita. 
Se elabora a partir de un mineral natural denominado igualmente yeso o aljez (sulfato de calcio dihidrato: CaSO4·2H2O), mediante deshidratación.

## Historia
El yeso es uno de los más antiguos materiales empleado en construcción. En el período Neolítico, con la sedentarización, comenzó a elaborarse yeso calcinando aljez y a utilizarlo para unir las piezas de mampostería, sellar las juntas de los muros y para revestir los paramentos de las viviendas, sustituyendo al mortero de barro. En Çatal Hüyük, durante el milenio IX a. C., encontramos guarnecidos de yeso y cal, con restos de pinturas al fresco. En la antigua Jericó, en el milenio VI a. C., se usó yeso moldeado.

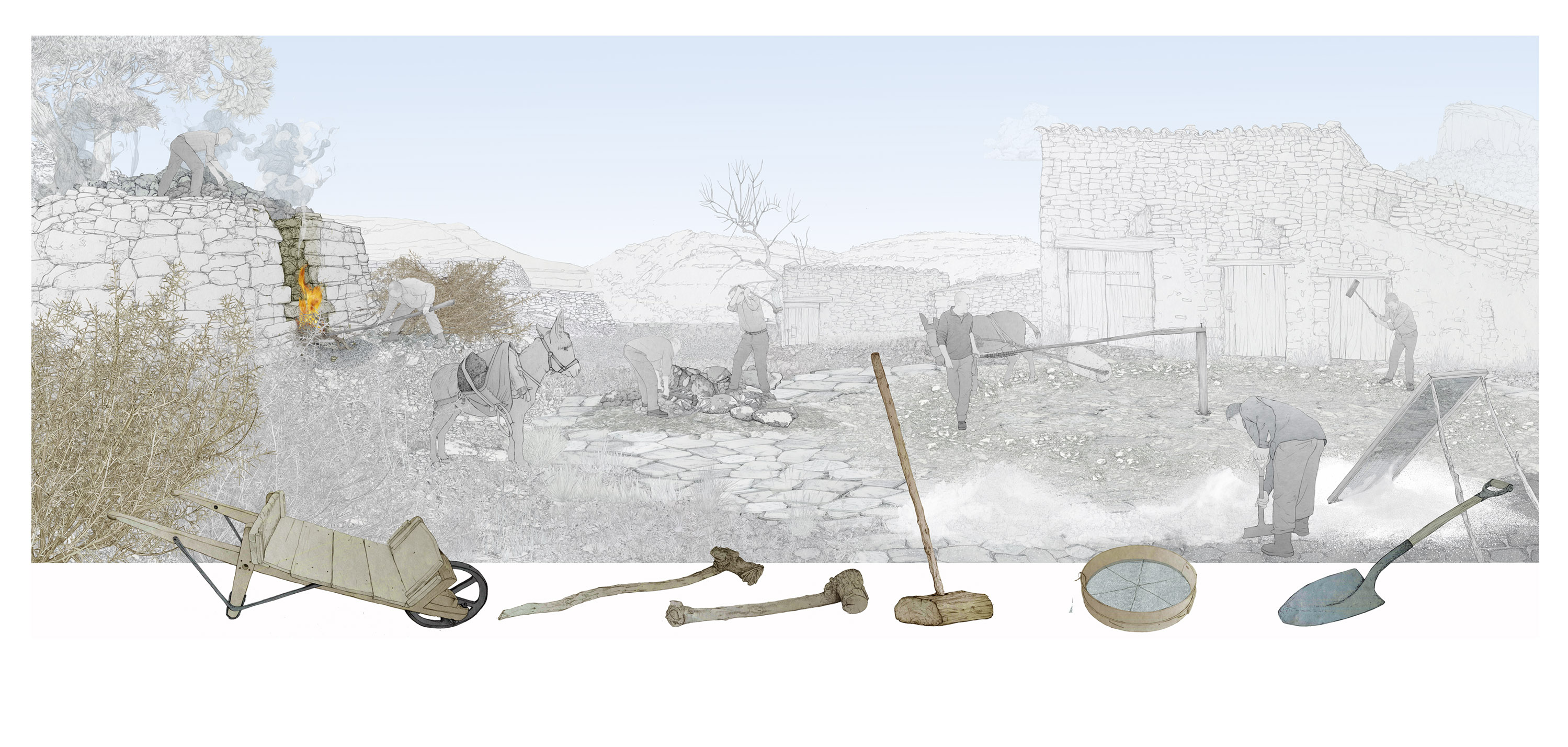
Herramientas utilizadas en los trabajos con la cal y el yeso, Museo Valenciano de Etnología.

En el Antiguo Egipto, durante el tercer milenio a. C., se empleó yeso para sellar las juntas de los bloques de la Gran Pirámide de Guiza, y en multitud de tumbas como revestimiento y soporte de bajorrelieves pintados. El palacio de Cnosos contiene revestimientos y suelos elaborados con yeso.
El escritor griego Teofrasto, en su tratado sobre la piedra, describe el yeso (γύψος /gypsos/), sus yacimientos y los modos de empleo como enlucido y para ornamentación. También escribieron sobre las aplicaciones del yeso Catón y Columela. Plinio el Viejo describió su uso con gran detalle. Vitruvio, arquitecto y tratadista romano, en sus Diez libros sobre arquitectura, describe el gypsum (yeso), aunque los romanos emplearon normalmente morteros de cal y cementos naturales.
Los Sasánidas utilizaron profusamente el yeso en albañilería. Los Omeyas dejaron muestras de su empleo en sus alcázares sirios, como revestimiento e incluso en arcos prefabricados.
La cultura musulmana difundió en España el empleo del yeso, ampliamente adoptada en el valle del Ebro y sur de Aragón, dejando hermosas muestras de su empleo decorativo en el arte de las zonas de Aragón, Toledo, Granada y Sevilla.
Durante la Edad Media, principalmente en la región de París, se empleó el yeso en revestimientos, forjados y tabiques. En el Renacimiento para decoración. Durante el periodo Barroco fue muy utilizado el estuco de yeso ornamental y la técnica del staff, muy empleada en el Rococó.

## Elaboración

### Estado natural
En estado natural el aljez, piedra de yeso o yeso crudo, contiene 79,07 % de sulfato de calcio anhidro y 20,93 % de agua y es considerado una roca sedimentaria, incolora o blanca en estado puro, sin embargo, generalmente presenta impurezas que le confieren variadas coloraciones, entre las que encontramos la arcilla, óxido de hierro, sílice, caliza, vermiculita, etc.
En la naturaleza se encuentra la anhidrita o karstenita, sulfato cálcico, CaSO4, presentando una estructura compacta y sacaroidea, que absorbe rápidamente el agua, ocasionando un incremento en su volumen hasta de 30 % o 50 %, siendo el peso específico 2,9 y su dureza es de 2 en la escala de Mohs.
También se puede encontrar en el estado natural la bassanita, sulfato cálcico hemihidratado, CaSO4·½H2O, aunque es raramente posible, por ser más inestable.

### Proceso

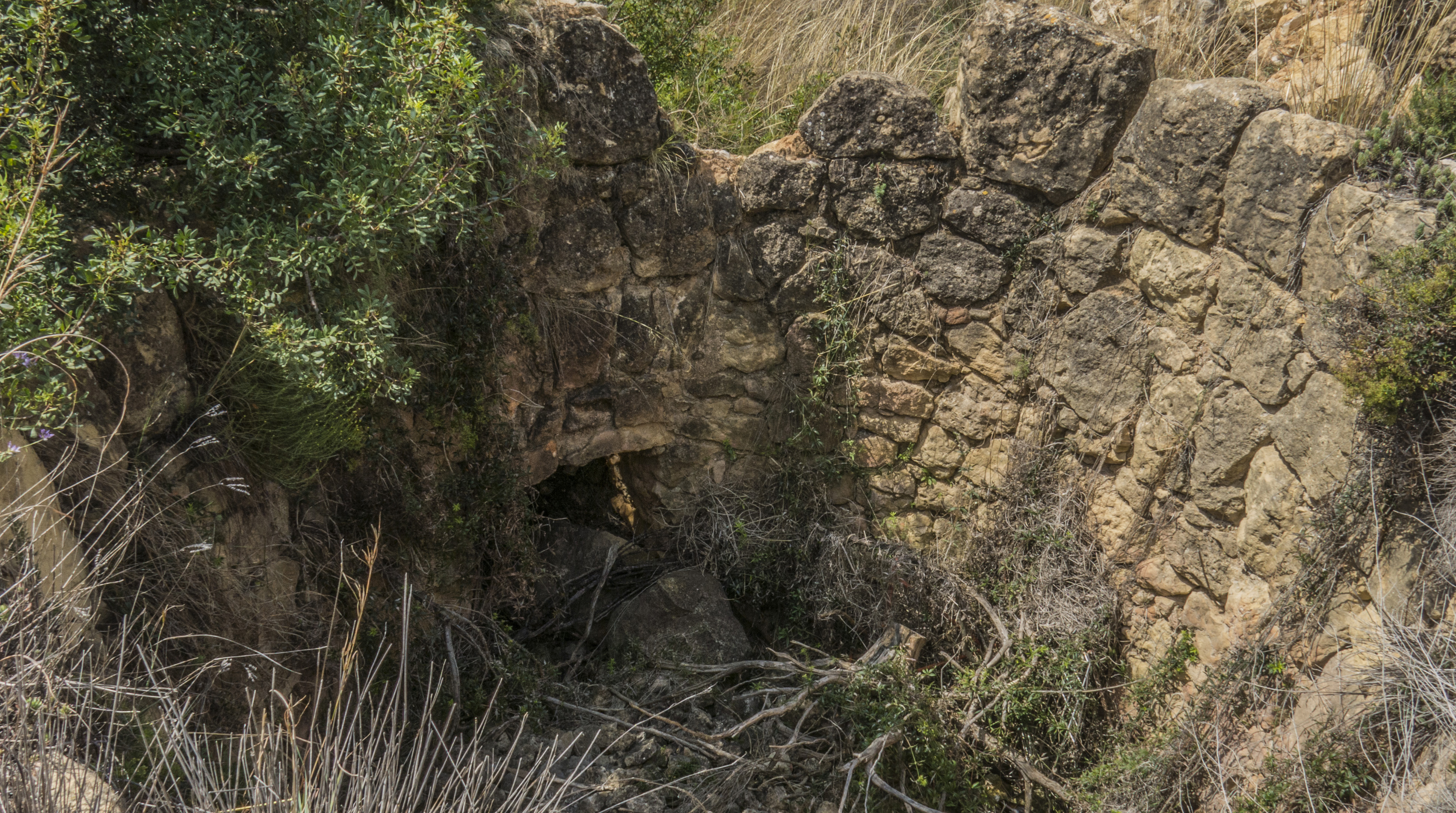
Antiguo horno de Alfarp para elaborar yeso como material de construcción

El yeso natural, o sulfato cálcico bihidrato CaSO4·2H2O, está compuesto por sulfato de calcio con dos moléculas de agua de hidratación.
Si se aumenta la temperatura hasta lograr el desprendimiento total de agua, fuertemente combinada, se obtienen durante el proceso diferentes yesos empleados en construcción, los que de acuerdo con las temperaturas crecientes de deshidratación pueden ser:
- Temperatura ordinaria: piedra de yeso, o sulfato de calcio bihidrato: CaSO4· 2H2O.
- 107 °C: formación de sulfato de calcio hemihidrato: CaSO4·½H2O.
- 107–200 °C: desecación del hemihidrato, con fraguado más rápido que el anterior: yeso comercial para estuco.
- 200–300 °C: yeso con ligero residuo de agua, de fraguado lentísimo y de gran resistencia.
- 300–400 °C: yeso de fraguado aparentemente rápido, pero de muy baja resistencia.
- 500–700 °C: yeso anhidro o extra cocido, de fraguado lentísimo o nulo: yeso muerto.
- 750–800 °C: empieza a formarse el yeso hidráulico.
- 800–1000 °C: yeso hidráulico normal, o de pavimento.
- 1000–1400 °C: yeso hidráulico con mayor proporción de cal libre y fraguado más rápido.

## Usos

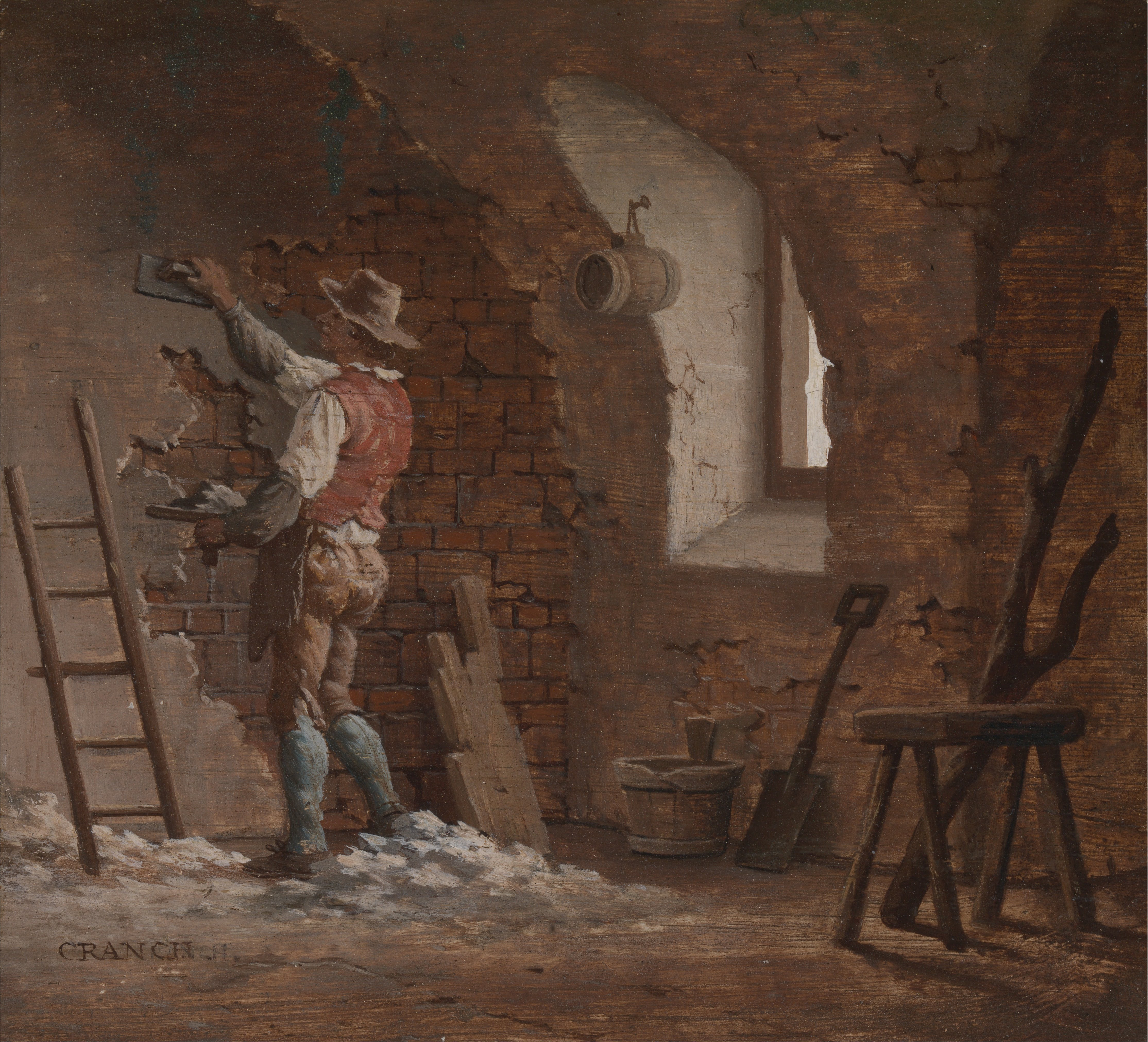
Enlucido con yeso (1807)

El yeso se utiliza profusamente en construcción como pasta para guarnecidos, enlucidos y revoques; como pasta de agarre y de juntas. También se utiliza para obtener estucados y en la preparación de superficies de soporte para la pintura artística al fresco.
Prefabricado, como paneles de yeso (Dry Wall o Sheet rock) para tabiques, y escayolados para techos.
Se usa como aislante térmico, pues el yeso es mal conductor del calor y la electricidad.
Para confeccionar moldes de dentaduras, en Odontología. Para usos quirúrgicos en forma de férula para inmovilizar un hueso y facilitar la regeneración ósea en una fractura.
En los moldes utilizados para preparación y reproducción de esculturas.
En la elaboración de tizas para escritura.
En la fabricación de cemento.
En la fabricación de tofu.

### Yeso natural pulverizado
Para mejorar las tierras agrícolas, pues su composición química, rica en azufre y calcio, hace del yeso un elemento de gran valor como fertilizante y también en la corrección de suelos, aunque en este caso se emplea el mineral pulverizado y sin fraguar para que sus componentes se puedan dispersar en el terreno.
Asimismo, una de las aplicaciones más recientes del yeso es la "remediación ambiental" en suelos, esto es, la eliminación de elementos contaminantes de los mismos, especialmente metales pesados.
Ayuda a sustituir el sodio por calcio y permite que el sodio drene y no afecte a las plantas. Mejora la estructura del terreno y aporta calcio sin aumentar el pH, como haría la cal.
De la misma forma, el polvo de yeso crudo se emplea en los procesos de producción del cemento Portland, donde actúa como elemento retardador del fraguado.
Se utiliza para obtener ácido sulfúrico.
También se usa como material fundente en la industria, bajo temperaturas superiores a los 4000 °C.

### Yeso agrícola
El yeso agrícola es un mineral común que se puede utilizar como enmienda y fertilizante. Su composición varía de 17-20 % de Calcio (Ca) y de 14-18 % de azufre (S). En el suelo, los productos finales de la disolución del yeso son Ca2+ y SO42-, que participan en las reacciones de intercambio catiónico y aniónico, formación de complejos iónicos y precipitados. Es importante mencionar que este compuesto no modifica el pH del suelo ya que su valor neutralizante es cero, pero está muy bien documentado los beneficios que tiene en la raíz, debido a que mejora el ambiente radicular, permitiendo el adecuado crecimiento y desarrollo de las raíces de las plantas.

## Tipos de yeso en construcción
Los yesos de construcción se pueden clasificar en:

### Artesanales, tradicionales o multifases
- El yeso negro es el producto que contiene más impurezas, de grano grueso, color gris, y con el que se da una primera capa de enlucido.
- El yeso blanco con pocas impurezas, de grano fino, color blanco, que se usa principalmente para el enlucido más exterior, de acabado.
- El yeso rojo, muy apreciado en restauración, que presenta ese color rojizo debido a las impurezas de otros minerales.

### Industriales o de horno mecánico
- Yeso de construcción (bifase)
  - Grueso
  - Fino
- Escayola, que es un yeso de más calidad y grano más fino, con pureza mayor del 90 %.

### Con aditivos
- Yeso controlado de construcción 
  - Grueso
  - Fino
- Yesos finos especiales
- Yeso controlado aligerado
- Yeso de alta dureza superficial
- Yeso de proyección mecánica
- Yeso aligerado de proyección mecánica
- Yesos-cola y adhesivos.

### Establecidos en la Norma RY-85
Esta Norma española establece tipos de yeso, constitución, resistencia y usos.
Yeso Grueso de Construcción, designado YG
Constituido fundamentalmente por sulfato de calcio semihidrato y anhidrita II artificial con la posible incorporación de aditivos reguladores del fraguado.
Uso
Para pasta de agarre en la ejecución de tabicados en revestimientos interiores y como conglomerante auxiliar en obra.
Yeso Fino de Construcción, designado YF
Constituido fundamentalmente por sulfato de calcio semihidrato y anhidrita II artificial con la posible incorporación de aditivos reguladores del fraguado.
Uso
Para enlucidos, refilos o blanqueos sobre revestimientos interiores (guarnecidos o enfoscados)
Yeso de Prefabricados, designado YP
Constituido fundamentalmente por sulfato de calcio semihidrato y anhidrita II artificial con mayor pureza y resistencia que los yesos de construcción YG e YF
Uso
Para la ejecución de elementos prefabricados para tabiques.
Escayola, designada E-30
Constituida fundamentalmente por sulfato de calcio semihidrato con la posible incorporación de aditivos reguladores del fraguado con una resistencia mínima a flexotracción de 30 kp/cm²
Uso
En la ejecución de elementos prefabricados para tabiques y techos.
Escayola Especial, designada E-35
Constituida fundamentalmente por sulfato de calcio semihidrato con la posible incorporación de aditivos reguladores del fraguado con una resistencia mínima a flexotracción de 35 kp/cm²
Uso
en trabajos de decoración, en la ejecución de elementos prefabricados para techos y en la puesta en obra de estos elementos.

## Uso en medicina

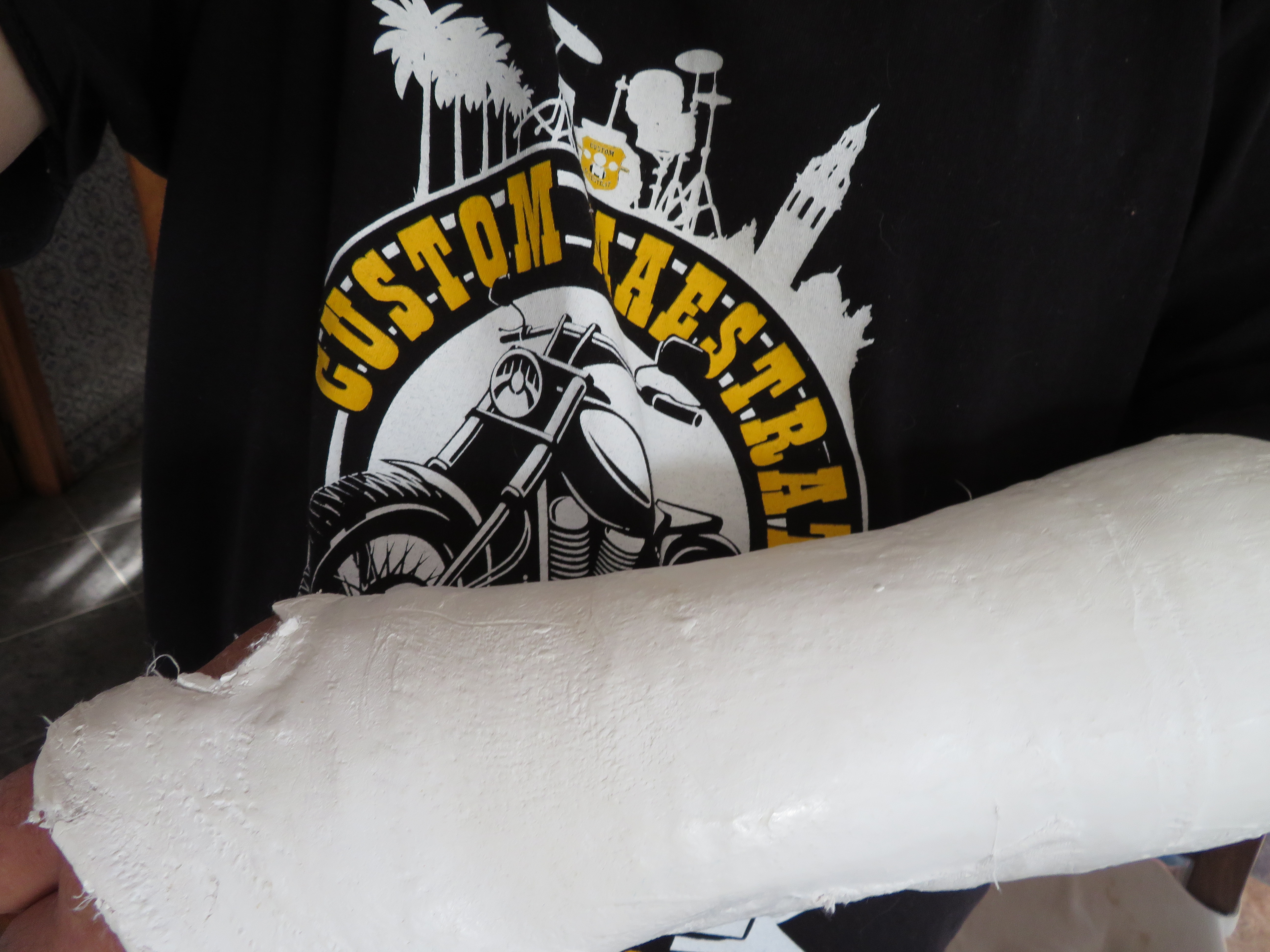
Brazo escayolado por rotura de muñeca

El yeso se utiliza ampliamente como soporte para huesos rotos; se humedece un vendaje impregnado de yeso y luego se envuelve alrededor de la extremidad dañada, colocándolo en forma de tubo ajustado pero fácil de quitar, conocido como yeso ortopédico.
El yeso también se utiliza como preparación para la radioterapia, al fabricar carcasas de inmovilización individualizadas para los pacientes. Las vendas de yeso se utilizan para construir una impresión de la cabeza y el cuello de un paciente, y se utiliza yeso líquido para rellenar la impresión y producir un busto de yeso. Luego, el material transparente polimetilmetacrilato (Plexiglas, Perspex) se moldea al vacío sobre este busto para crear una máscara facial transparente que mantendrá firme la cabeza del paciente mientras se administra la radiación. [cita requerida]
En ortesis y prótesis, tradicionalmente se utilizaban vendajes de yeso para crear impresiones de la extremidad del paciente (o residuo). Esta impresión negativa se rellenaba luego con yeso de París para crear un modelo positivo de la extremidad y se utilizaba para fabricar el dispositivo médico final.

## Uso odontológico

### Yeso Corriente o Tipo I
Es el más débil de los yesos, debido al tamaño y forma de sus partículas. Se genera calentando en horno abierto a más de 100 °C. Es el que necesita más cantidad de agua, y por lo mismo es más poroso y débil. Anteriormente se usaba para la toma de impresiones en pacientes edéntulos, pero fue reemplazado por materiales menos rígidos como los hidrocoloides y elastomeros. Este yeso se utiliza principalmente como impresión final(impresión de lavado) para la fabricación de prótesis completas.

### Yeso París o Tipo II
Es un poco más compacto y duro que el Tipo I. Se genera horneando en autoclave cerrado a 128 °C. Sus partículas son más pequeñas y regulares que el tipo I, por lo mismo, menos poroso y frágil. También llamado "Taller" o Hemihidrato Beta. Es el más utilizado en odontología, se utiliza para realizar montajes en articulador y para realizar los enmuflados de cocción en la confección de prótesis.

### Yeso extraduro
Tipo III o PiedraSe calienta a más de 125 °C, bajo presión y en presencia de vapor. Es aún más duro que el tipo II, con partículas más regulares y finas, por lo que necesita menos agua para fraguar. Es mucho menos poroso que los otros dos, menos frágil, por lo que se usa para modelos preliminares de estudio. También es llamado Hemihidrato Alfa.
Tipo IV o DensitaEs igual al yeso tipo III, pero se le agregan algunas resinas que le mejoran características como porosidad, porcentaje de absorción de agua, etc. Se utiliza para trabajar directamente en él y para la realización de troqueles. Sus partículas más finas le otorgan una mejor precisión en el copiado de superficies. El agua de cristalización es eliminada hirviendo el mineral en una solución de Cloruro de Calcio (CaCl) al 30%. Posteriormente el CaCl es eliminado con agua a 100 °C. No se produce Dihidrato ya que a esta temparatura la solubilidad es cero.
Tipo V o SintéticoEs el más duro de todos con un porcentaje resinoso alto, sus características son óptimas, es decir, altamente duro y resistente, no es poroso y no absorbe mucha agua. Es el más resistente de todos, pero su alto costo limita su uso a la realización de modelos de exhibición.

### Uso en el arte
Las pinturas murales se pintan habitualmente sobre un soporte secundario de yeso. Algunas, como el techo de la Capilla Sixtina de Miguel Ángel, se ejecutan al fresco, lo que significa que se pintan sobre una fina capa de yeso húmedo, llamada intonaco; los pigmentos se hunden en esta capa de modo que el yeso mismo se convierte en el medio que los sostiene, lo que explica la excelente durabilidad del fresco. Se puede añadir trabajo adicional a secco sobre el yeso seco, aunque esto suele ser menos duradero.
El yeso (a menudo llamado estuco en este contexto) es un material mucho más fácil para hacer relieves que la piedra o la madera, y se utilizó ampliamente para grandes relieves de paredes interiores en Egipto y Oriente Próximo desde la antigüedad hasta la época islámica (más tarde para la decoración arquitectónica, como en la Alhambra de Granada), Roma y Europa desde al menos el Renacimiento, así como probablemente en otros lugares. Sin embargo, necesita muy buenas condiciones para sobrevivir durante mucho tiempo en edificios sin mantenimiento; se conocen las yeserías decorativas romanas principalmente por Pompeya y otros sitios enterrados por las cenizas del Monte Vesubio.
El yeso se puede verter directamente en un molde de arcilla húmedo. Para crear esta pieza, se hacen moldes de yeso (moldes diseñados para hacer múltiples copias) o moldes de desecho (para un solo uso). Esta imagen "negativa", si se diseña adecuadamente, se puede utilizar para producir producciones de arcilla, que cuando se cuecen en un horno se convierten en decoraciones de terracota para edificios, o se pueden utilizar para crear esculturas de hormigón fundido. Si se desea un positivo de yeso, se construye o se funde para formar una obra de arte de imagen duradera. Como modelo para canteros, esto sería suficiente. Si se pretende producir una fundición de bronce, el positivo de yeso se puede trabajar más para producir superficies lisas. Una ventaja de esta imagen de yeso es que es relativamente barata; si un cliente aprueba la imagen duradera y está dispuesto a asumir más gastos, se pueden hacer moldes posteriores para la creación de una imagen de cera que se utilizará en la fundición a la cera perdida, un proceso mucho más caro. En lugar de producir una imagen de bronce adecuada para uso en exteriores, la imagen de yeso puede pintarse para que parezca una imagen de metal; estas esculturas solo son adecuadas para su presentación en un entorno protegido de la intemperie.
El yeso se expande mientras se endurece y luego se contrae ligeramente justo antes de endurecerse por completo. Esto hace que el yeso sea excelente para usar en moldes y, a menudo, se usa como material artístico para la fundición. El yeso también se extiende comúnmente sobre una armadura (forma), hecha de malla de alambre, tela u otros materiales; un proceso para agregar detalles en relieve. Para estos procesos, se puede utilizar yeso a base de piedra caliza o acrílico, conocido como estuco. [cita requerida]
Los productos compuestos principalmente de yeso de París y una pequeña cantidad de cemento Portland se utilizan para fundir esculturas y otros objetos de arte, así como moldes. Considerablemente más duros y resistentes que el yeso de París puro, estos productos son solo para uso en interiores, ya que se degradan en condiciones de humedad.

## Aspectos de seguridad
La reacción química que ocurre cuando el yeso se mezcla con agua es exotérmica. Cuando fragua el yeso, puede alcanzar temperaturas de más de 60 °C  y, en grandes cantidades, puede quemar la piel. En enero de 2007, una estudiante de secundaria en Lincolnshire, Inglaterra sufrió quemaduras de tercer grado después de encerrar sus manos en un balde de yeso como parte de un proyecto de arte escolar. Las quemaduras eran tan graves que requirió amputación de ambos pulgares y seis de sus dedos.
Algunas variaciones de yesos que contienen sílice o amianto (antes de su prohibición) en polvo pueden presentar riesgos para la salud si se inhalan. Las personas que trabajen regularmente con yeso que contenga estos aditivos deben tomar precauciones para evitar inhalación de yeso en polvo, curado o sin curar. 
Las personas pueden estar expuestas al yeso en el lugar de trabajo al inhalarlo, tragarlo, contacto con la piel y contacto con los ojos. La Occupational Safety and Health Administration (OSHA, Administración de Salud y Seguridad Ocupacional) de EE. UU. ha establecido el límite legal (límite de exposición permisible) para la exposición al yeso de París en el lugar de trabajo en 15 mg/m  3  exposición total y 5 mg/m  3  exposición respiratoria durante una jornada laboral de 8 horas. El National Institute for Occupational Safety and Health (NIOSH, Instituto Nacional para la Seguridad y Salud Ocupacional) de los EE. UU.  ha establecido un Límite de exposición recomendado (REL) de 10 mg/m 3 exposición total y 5 mg/m m  3  exposición respiratoria durante una jornada laboral de 8 horas.